# Piculină

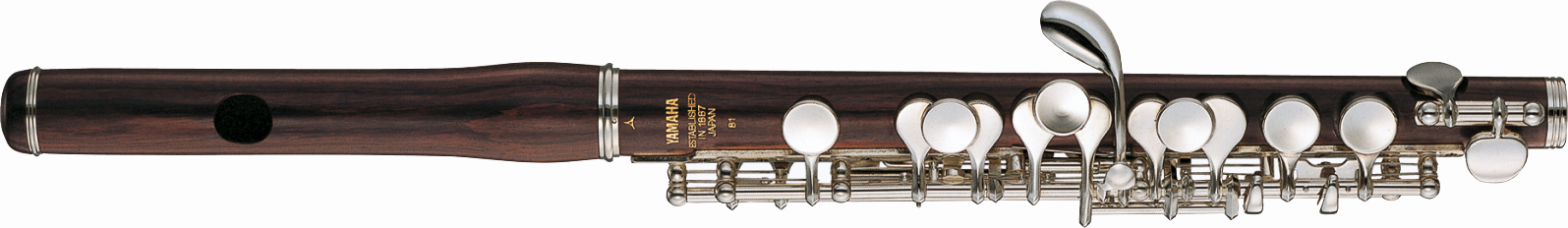
Piculină

Piculina este un instrument muzical de suflat, asemănător cu un mic flaut, care emite sunete din registrul acut.